# Achille Majeroni (attore 1824-1888)
Achille Majeroni (Milano, 1824 – Bologna, 20 gennaio 1888) è stato un attore teatrale italiano. Fu un artista di grandi capacità, in grado di assumere sia ruoli tragici che comici.

## Biografia
Figlio di Eduardo, ex ufficiale napoleonico, e di Antonia Musich, nobildonna ungherese, entrambi comici, iniziò a distinguersi a partire dal 1840, quando era al seguito della compagnia di Giacomo Modena. Passò poi alla Compagnia drammatica lombarda di Giacinto Battaglia come primo attor giovane, divenendo dal 1849 primo attore assoluto assieme a Francesco Coltellini. Nel 1854 Adamo Alberti lo chiamò a lavorare al teatro dei Fiorentini, dove riscosse enorme successo specialmente nei drammi romantici. Vi rimase sino al 1870, fatta salva una parentesi nel 1859 in cui fu in tournée all'estero con Adelaide Ristori.
Nel 1866 costituì con Fanny Sadowski una delle più importanti compagnie italiane. Lasciata Napoli, mise in piedi una nuova compagnia, con cui girò l'Italia conseguendo nuova fama. Nel 1859 sposò in seconde nozze Graziosa Bignetti, anch'essa ottima attrice specializzata nei ruoli sentimentali. Dei figli vanno ricordati Achille e Dante, che seguiranno le orme dei genitori e Amedeo, illusionista.